# Philagra recurva
Philagra recurva är en insektsart som beskrevs av Jacobi 1928. Philagra recurva ingår i släktet Philagra och familjen spottstritar. Inga underarter finns listade i Catalogue of Life.